# Гомзино (Курганская область)
Гомзино — деревня в Частоозерском районе Курганской области. Входит в состав Новотроицкого сельсовета.

## История
До 1917 года входила в состав Утчанской волости Ишимского уезда Тобольской губернии. По данным на 1926 год состояла из 129 хозяйств. В административном отношении входила в состав Новотроицкого сельсовета Частоозерского района Ишимского округа Уральской области.

## Население
| 1989 | 2002 | 2010 |
| ---- | ---- | ---- |
| 154  | ↘110 | ↘58  |

По данным переписи 1926 года в деревне проживало 660 человек (311 мужчин и 349 женщин), в том числе: русские составляли 98 % населения, киргизы — 2 %.